# 三浦萌 (アナウンサー)
三浦 萌（みうら もえ、2000年2月27日 - ）は、新潟放送（BSN）のアナウンサーである。

## 人物
東京都出身。立教大学法学部を卒業した。中高時代は、創作ダンス部に所属した。
大学時代には「立教スポーツ編集部」に所属し、編集部記者として活動した。また芸能事務所の生島企画室（現在のFIRST AGENT）に所属し、同期入社アナウンサーの吉田理彩と同じく、学生タレントとしても活動した。
毎日放送アナウンサーの海渡未来とは小学校から大学まで同じ学校に通った同級生である。
大学卒業後、2022年4月にアナウンサーとして新潟放送へ吉田と共に入社した。

## 担当番組
テレビ
- BSN水曜見ナイト
- 高橋なんぐ＆三浦萌の競馬でなんGooD！ - 中央競馬新潟開催時の土曜深夜
- おうちでケンジュ60秒チャレンジ - 土曜18時55分 - 19時

ラジオ
- 近藤丈靖の独占!ごきげんアワー - 月曜
- いつもあなたとBSN通信 - 火曜22時 - 22時15分